# Верстрате, Биргер
Биргер Верстрате (нидерл. Birger Verstraete; родился 16 апреля 1994 года в Остенде, Бельгия) — бельгийский футболист, защитник клуба «Ауд-Хеверле Лёвен».

## Клубная карьера
Верстрате — воспитанник клуба «Брюгге». В 2011 году он был включён в заявку основной команды. 29 января 2012 года в матче против «Монса» он дебютировал в Жюпиле лиге. Летом 2014 года для получения игровой практики Биргер на правах аренды перешёл в «Мускрон-Перювельз». 30 августа в матче против «Серкль Брюгге» он дебютировал за новый клуб. 17 января 2015 года в поединке против «Гента» Верстрате забил свой первый гол за «Мускрон-Перювельз». 
Летом 2015 года Биргер перешёл в «Кортрейк». 25 июля в матче против льежского «Стандарда» он дебютировал за новую команду.
В начале 2017 года Биргер перешёл в «Гент». 25 января в матче против «Локерен» он дебютировал за новую команду.
Летом 2019 года Биргер перешёл в немецкий клуб «Кельн», где он получил контракт, действительный до июня 2023 года.